# Spuneryzm
Spuneryzm (ang. spoonerism, od nazwiska Williama Archibalda Spoonera) – przejęzyczenie polegające na zamianie miejscami głosek w wyrazie lub początkowych głosek w grupie wyrazów. Wynikiem takiego przejęzyczenia mogą być sensowne zwroty, często zabawne lub nieprzyzwoite. Istotne jest podobieństwo w mowie, a nie w piśmie, stąd też przykłady takie, jak „stój, Halina”.
Umyślne produkowanie takich par to zabawa językowa znana jako gra półsłówek. Już sama nazwa zabawy jest spuneryzmem.
Po angielsku (pary przypisywane Williamowi Spoonerowi):
| fighting a liar               | lighting a fire               |
| you hissed my mystery lecture | you missed my history lecture |
| you’ve tasted a whole worm    | you’ve wasted a whole term    |
| cattle ships and bruisers     | battle ships and cruisers     |
| tons of soil                  | sons of toil                  |
| our queer old Dean            | our dear old Queen            |